# 西村文夫 (国際政治学者)
西村 文夫（にしむら ふみお、1935年10月11日 - 2021年1月12日）は、日本の国際政治学者。静岡薬科大学教授・静岡県立大学教授などを歴任。

## 経歴
栃木県足尾市生まれ、宇都宮市戸祭育ち。1954年 栃木県立宇都宮高等学校卒、1958年 東京大学教養学部卒（ドイツの文化と社会専攻、教養学士）、富士通信機製造株式会社（現富士通）勤務後、東京大学に戻り、62年同大学法学部卒、64年東京大学大学院社会科学研究科国際関係論過程修士課程修了（国際学修士）、64年東京大学大学院社会科学研究科国際関係論過程博士課程入学、69年 同大学院社会科学研究科国際関係論博士課程満期退学。
1966年 日本国際問題研究所、68年研究員 、71-73年 外務省に出向。調査員として在ソ連日本大使館（モスクワ）勤務。80年 日本国際問題研究所主任研究員、85年に退所。静岡県庁勤務（静岡県総務部参事、静岡県立大学設立準備委員会専門委員）、静岡薬科大学教授を務める。辻村明とともに静岡県立大学の設立に尽力。設立に伴い、静岡県立大学国際関係学部教授をつとめた。1985年、ソ連科学アカデミー世界社会主義体制経済研究所客員研究員、北海道大学スラブ研究センター共同研究員も務めた。NHK日曜討論などに出演してソ連政治を解説すること多数。筑波大学、東京大学、東京経済大学、慶應義塾大学、学習院大学、明治大学、成蹊大学、早稲田大学などで非常勤講師・兼任講師を務めた。
1994年、宇都宮大学国際学部創設に伴い、宇都宮大学国際学部教授・学部長。2001年 定年退官。退官後は、高千穂大学講師などを務める。
民俗科学研究所及び池見東京医療専門学校監事。
現代ソ連（ロシア）政治・外交が専門。日本国際政治学会（評議員）、ロシア東欧学会（常任理事、理事）所属。栃木県弁護士会綱紀委員会参与委員。

## 著書
- 『ゴルバチョフ 若き戦略家の肖像』日本経済新聞社 1985
- 『転換期のソ連 クレムリンの権力と政治』原書房 1985
- 『未完の反革命 西村文夫論文・論説選集』東京図書出版 2013

### 共編
- 『現代ソ連論 第1巻　現代ソ連の経済と産業』吉田靖彦共編 日本国際問題研究所 1976
- 『現代ソ連論 第2巻 現代ソ連の政治と外交』中沢精次郎共編 日本国際問題研究所 1978
- 『現代ソ連論 第3巻　現代ソ連の社会と文化』辻村明共編 日本国際問題研究所 1980
- 『変動期の国際社会』高橋徹共編著 北樹出版 国際関係学双書 1988
- 『現代のナショナリズム』渡辺慶子共編著 北樹出版 国際関係学双書 1992